# فيكتوريا هولت
كانت إلينور أليس هيبرت (بالإنجليزية: Eleanor Alice Burford Hibbert)‏ (بورفورد قبل الزواج، 1 سبتمبر 1906 - 18 يناير 1993) مؤلفة إنجليزية جمعت بين المخيلة والحقائق لإحياء التاريخ من خلال روايات الخيال والرومانسية. كانت كاتبة غزيرة الإنتاج تنشر العديد من الكتب سنويًا في أنواع أدبية مختلفة، كل نوع تحت اسم قلمي مختلف: جان بليدي للتاريخ الخيالي عن الملوك الأوروبيين، وفيكتوريا هولت للرومانسية القوطية، وفيليبا كار للملاحم العائلية متعددة الأجيال. بصفتها شخصية أدبية منفصمة، كتبت أيضًا رومانسيات خفيفة، وروايات عن الجريمة وألغاز جرائم القتل، وأيضًا روايات حماسية تحت أسماء مستعارة مختلفة، بما في ذلك إلينور بورفورد، وإلبور فورد، وكاثلين كيلو، وآنا بيرسيفال، وإيلاليس تيت.
في عام 1989، منحها كتاب الرومانسية الأمريكيون جائزة الكنز الذهبي تقديرًا لمساهماتها الكبيرة في النوع الرومانسي. بحلول موعد وفاتها، كانت قد كتبت أكثر من 200 كتاب وباعت أكثر من 100 مليون نسخة حول العالم مطبوعين في 20 لغة. تستمر أعمالها حتى الآن في كونها مُستعارة على نطاق واسع في مكتبات الإعارة. تحظى أعمال الخيال التاريخي الشعبية خاصتها بالتقدير من قبل القراء والنقاد على حد سواء لدقتها وجودة الكتابة والاهتمام بالتفاصيل.

## حياتها الشخصية
ولدت هيبرت باسم إلينور أليس بورفورد في 1 سبتمبر 1906 في 20 شارع بورك، كانينغ تاون، التي هي الآن جزء من حي نيوهام في لندن. ورثت حب القراءة من والدها، جوزيف بورفورد، الذي كان عامل مرفأ. كانت والدتها أليس لويس بورفورد، تيت قبل الزواج.
عندما كانت صغيرة جدًا، أجبرتها صحتها على أن تتلقى تعليمًا خاصًا في المنزل. في سن 16، التحقت بكلية أعمال، حيث درست الكتابة الإختزالية والرقن على الآلة الكاتبة واللغات. عملت بعد ذلك لدى صائغ مجوهرات في هاتون جاردن، حيث كانت تزن الأحجار الكريمة وتكتب. عملت أيضًا كمترجمة لغات في مقهى للسياح الناطقين بالفرنسية والألمانية.
في أوائل العشرينات من عمرها، تزوجت من جورج بيرسيفال هيبرت (1886-1966 تقريبًا)، الذي كان تاجر جلود بالجملة يزيد عمره عن عمرها بنحو عشرين عامًا، وقد شاركها حبها للكتب والقراءة. كانت زوجته الثانية. عاش الزوجان خلال الحرب العالمية الثانية في كوخ في كورنوال يطل على خليج يسمى شاطئ بلايدي.
بين عامي 1974 و1978، اشترت إلينور هيبرت منزل مالك إقطاعية من القرن الثالث عشر في مدينة ساندويتش بمقاطعة كنت، أسمته كينغز لودجينغ (سكن الملك) لأنها اعتقدت أنه كان في السابق سكن للملوك الإنجليز هنري الثامن وإليزابيث الأولى. كان المنزل يحتوي على مدافئ منحوتة وسلم من فترة تيودور. رممت هيبرت المنزل وأكملت تأثيثه بشكل فاخر ولكن سرعان ما وجدته غير مناسب لذوقها بسبب أنه كان كبيرًا جدًا، كما كان بعيدًا للغاية عن لندن.
انتقلت بعد ذلك إلى شقة بنتهاوس من طابقين في ألبرت كورت، كنسينغتون غور، لندن، والتي طلت على قاعة ألبرت الملكية وهايد بارك. شاركت شقتها مع السيدة مولي باسكو، التي كانت رفيقة سافرت معها أيضًا.
في عام 1985، باعت هيبرت كينغز لودجينغ.
أمضت هيبرت فصول الصيف في كوخها بالقرب من شاطئ بلايدى في كورنوال. للابتعاد عن الشتاء الإنجليزي البارد، كانت هيبرت تبحر حول العالم على متن سفينة سياحية ثلاثة أشهر في السنة بداية من يناير وحتى أبريل. كانت الرحلات البحرية تأخذها إلى وجهات مذهلة مثل مصر وأستراليا، وهي مواقع أدرجتها لاحقًا في رواياتها. أبحرت إلى سيدني على متن سفينة الرحلات السياحية أورونساي عام 1970، وسفينة كانبيرا عام 1978.
مع اقتراب نهاية حياتها، بدأ بصرها يتدهور.
توفيت إلينور هيبرت على متن السفينة السياحية سي برينسس في 18 يناير 1993، في مكان ما بين أثينا في اليونان وبورسعيد في مصر، ودفنت في البحر. أقيمت مراسم عزاء في وقت لاحق في 6 مارس 1993، في كنيسة القديس بطرس الأنغليكانية، كنسينغتون بارك رود، لندن.

## وصلات خارجية
- صفحة عن فيكتوريا هولت على جوود ريدز
- أقوال واقتباسات فيكتوريا هولت على جوود ريدز